# Karl Kübler (Politiker, 1831)
Karl Kübler (* 3. Oktober 1831 in Munzingen; † 11. Januar 1907 in Freiburg im Breisgau) war ein deutscher Politiker.

## Leben
Als Sohn eines Apothekers geboren, studierte Kübler Pharmazie in Freiburg. Während seines Studiums wurde er 1853 Mitglied der Freiburger Burschenschaft Teutonia. Von 1887 bis 1891 war er für die Nationalliberale Partei Abgeordneter der Zweiten Kammer des Badischen Landtags. Er war auch Mitglied des Kreisausschusses und engagierte sich im Badischen Schwarzwaldverein.

## Ehrungen
- Badischer Orden vom Zähringer Löwen, Ritterkreuz 2. Klasse